# Budismo y cristianismo

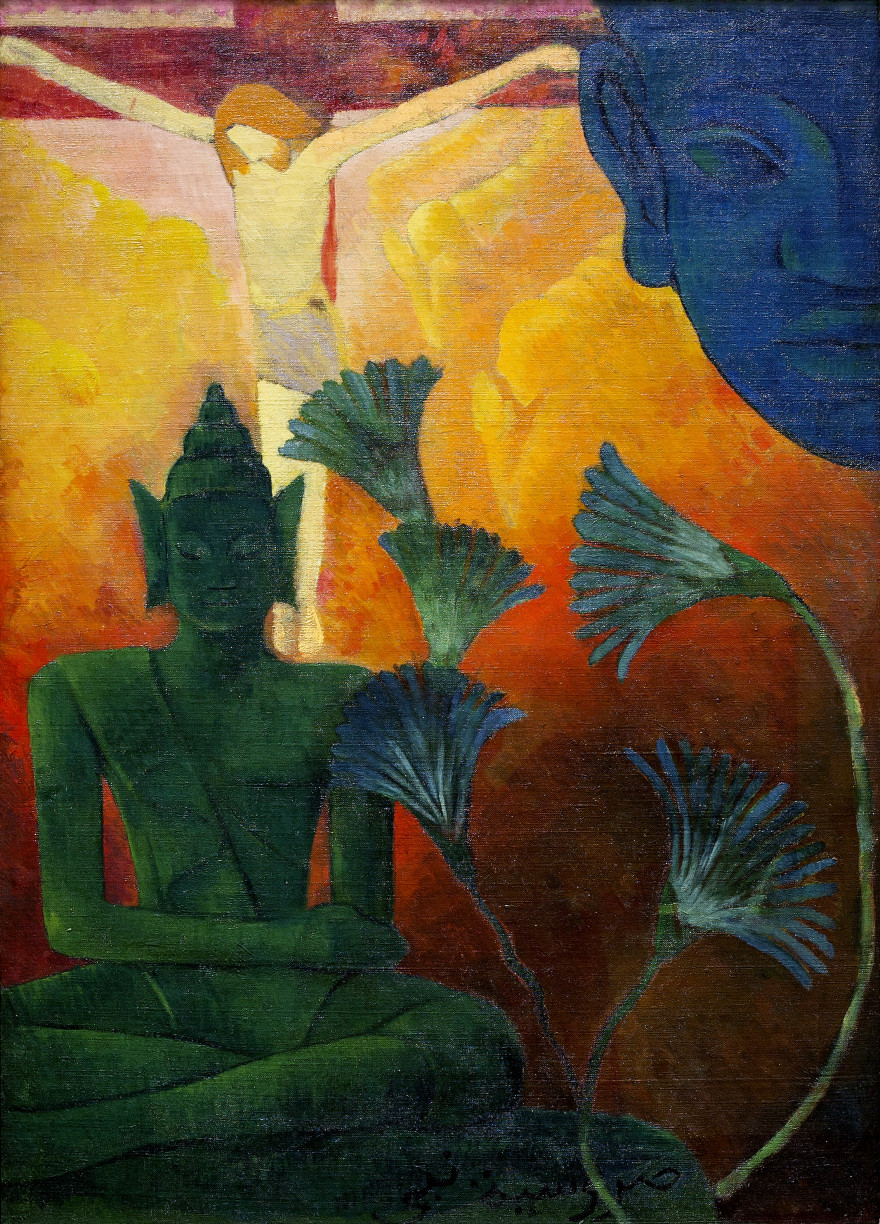
Cristo y Buda de Paul Ranson, 1880.

El diálogo entre budismo y cristianismo es un ámbito del diálogo interreligioso que se caracteriza particularmente por el hecho de que el budismo no reconoce un Dios creador, mientras que el cristianismo lo presupone. Sin embargo, se han establecido contactos fructíferos entre el cristianismo y el budismo en varios niveles.
Existieron vínculos entre el budismo y el mundo mediterráneo precristiano, con misioneros budistas enviados por el emperador Aśoka de la India a Siria, Egipto y Grecia desde el 250 a. C. Las diferencias significativas entre las dos religiones incluyen el monoteísmo en el cristianismo y la orientación del budismo hacia el no teísmo (la falta de relevancia de la existencia de una deidad creadora), que va en contra de las enseñanzas sobre Dios en el cristianismo, y la gracia contra el rechazo de la interferencia con el karma en Budismo Theravada en marcha.
Algunos de los primeros cristianos conocían el budismo, que se practicaba tanto en el imperio griego como en el romano en el período precristiano. La mayoría de los estudios cristianos modernos rechaza cualquier base histórica para los viajes de Jesús a la India o al Tíbet y ha visto los intentos de simbolismo paralelo como casos de paralelomanía que exageran las semejanzas. Sin embargo, en Oriente, el sincretismo entre el cristianismo nestoriano y el budismo estaba muy extendido a lo largo de la Ruta de la Seda en la Antigüedad y la Edad Media, y fue especialmente pronunciado en la Iglesia del Oriente en China, como lo demuestran los Sutras de Jesús.

## Orígenes y primeros contactos

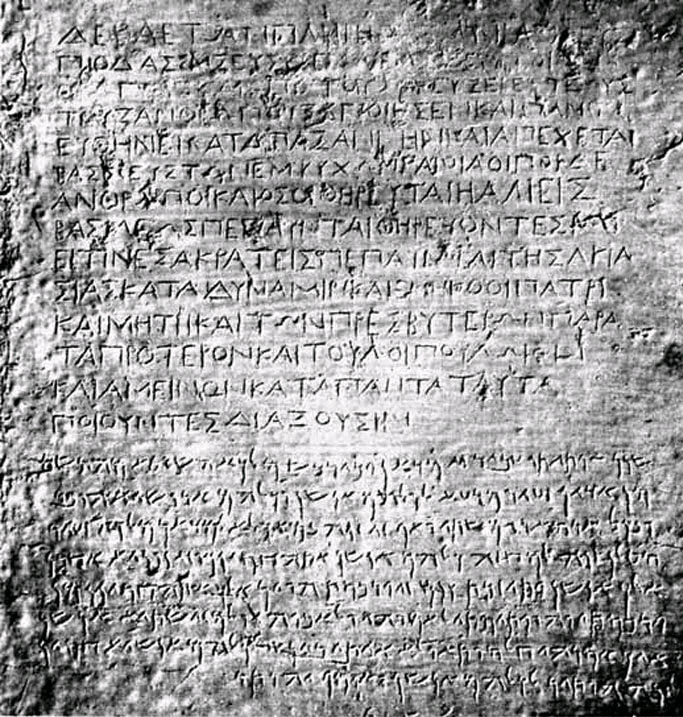
Edicto bilingüe (griego y arameo) del siglo III a.C. del rey budista indio Ashoka, véase Edictos de Ashoka, de Kandahar. Este edicto aboga por la adopción de la "piedad" utilizando el término griego Eusebeia para Dharma. Museo de Kabul.

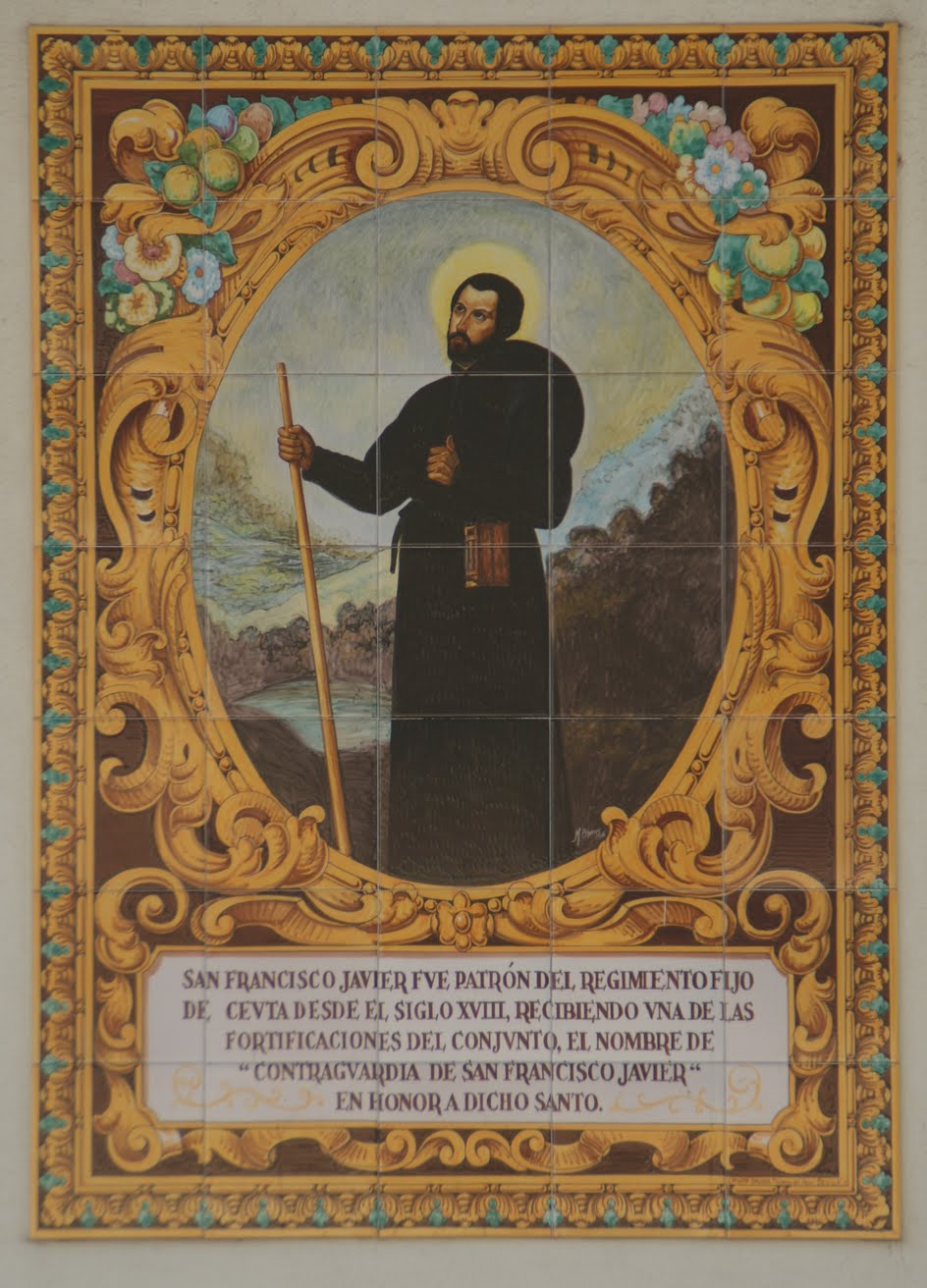
Mosaico de los primeros misioneros en Oriente San Francisco Javier

La historia del budismo se remonta a lo que hoy es Bodh Gaya, India, casi seis siglos antes del cristianismo, lo que la convierte en una de las religiones más antiguas que aún se practican. Los orígenes del cristianismo se remontan a la Judea romana a principios del siglo I. Los cuatro evangelios canónicos datan alrededor del 70-90 d. C., y las epístolas paulinas se escribieron antes que ellos alrededor del 50-60 d. C.
A partir de la década de 1930, autores como Will Durant sugirieron que los representantes greco-budistas de Ashoka el Grande que viajaron a la antigua Siria, Egipto y Grecia podrían haber ayudado a preparar el terreno para la enseñanza cristiana. El budismo fue prominente en el mundo griego oriental y se convirtió en la religión oficial de los reinos sucesores del imperio de Alejandro Magno (Reino grecobactriano (250 a. C. – 125 a. C.) y Reino indogriego (180 a. C. – 10 d. C.) ). Se conocen varios destacados misioneros budistas griegos (Mahadharmaraksita y Dharmaraksita) y el rey indogriego Menandro I se convirtió al budismo, y es considerado como uno de los grandes mecenas del budismo. (Ver Milinda-pañja.) Algunos historiadores modernos han sugerido que la orden monástica precristiana en Egipto de los Terapeutas es posiblemente una deformación de la palabra pali "Theravāda", una forma de budismo, y el movimiento puede tener "casi enteramente inspirado en las enseñanzas y prácticas del ascetismo budista". Es posible que incluso fueran descendientes de los emisarios de Aśoka en Occidente.
Se han encontrado lápidas budistas del período ptolemaico en Alejandría, Egipto, decoradas con representaciones de la rueda del dharma, lo que muestra que los budistas vivían en el Egipto helenístico en el momento en que comenzó el cristianismo. La presencia de budistas en Alejandría ha llevado a un autor a señalar: "Fue más tarde en este mismo lugar donde se establecieron algunos de los centros más activos del cristianismo". Sin embargo, los eruditos cristianos modernos generalmente sostienen que no hay evidencia directa de ninguna influencia del budismo en el cristianismo, y varios trabajos teológicos académicos no respaldan estas sugerencias. Sin embargo, algunos historiadores como Jerry H. Bentley sugieren que existe una posibilidad real de que el budismo haya influido en el desarrollo temprano del cristianismo.
Se sabe que los primeros cristianos destacados conocían a Buda y algunas historias budistas. San Jerónimo (siglo IV d. C.) menciona el nacimiento de Buda, de quien dice "nació del costado de una virgen". El padre de la iglesia primitiva Clemente de Alejandría (fallecido en 215 d. C.) también estaba consciente de la existencia de Buda, y escribió en su Stromata (Libro I, Capítulo XV): "Los gimnosofistas indios también se encuentran entre ellos, y los otros filósofos bárbaros. Y de estos hay dos clases, algunos de ellos llamados Sarmanæ y otros brahmanes. Y aquellos de los Sarmanæ que se llaman 'Hylobii' no habitan en ciudades ni tienen techos sobre ellas, sino que están vestidos con corteza de árboles, se alimentan de nueces y beben agua en sus manos, como los llamados encratismo en la actualidad, no conocen el matrimonio ni la engendración de hijos. Algunos indios también obedecen los preceptos de Buda (Βούττα), a quien, debido a su extraordinaria santidad, han elevado a la categoría de. honores divinos."
En la Edad Media no había rastros del budismo en Occidente. En el siglo XIII, viajeros internacionales, como Giovanni da Pian del Carpine y Rubruquis, enviaron informes sobre el budismo a Occidente y notaron algunas similitudes con las comunidades cristianas nestorianas. De hecho, el sincretismo en Oriente entre el cristianismo nestoriano y el budismo existió a lo largo de la Ruta de la Seda durante la Antigüedad y la Edad Media, y fue especialmente pronunciado en la Iglesia del Oriente en China, como lo demuestran los Sutras de Jesús.
Cuando los cristianos europeos hicieron un contacto más directo con el budismo a principios del siglo XVI, los misioneros católicos como San Francisco Javier enviaron relatos de las prácticas budistas. Con la llegada de los estudios sánscritos a las universidades europeas a finales del siglo XVIII y la posterior disponibilidad de textos budistas, se inició una discusión sobre un encuentro adecuado con el budismo. Con el tiempo, el budismo reunió seguidores occidentales y, a finales del siglo XIX, los primeros occidentales (por ejemplo, Edwin Arnold y Henry Olcott) se convirtieron al budismo. A principios del siglo XX, los primeros occidentales (por ejemplo, Ananda Metteyya y Nyanatiloka) entraron en la vida monástica budista.

## Similitudes y diferencias

### Similitudes
En el siglo XIX, algunos estudiosos empezaron a percibir similitudes entre las prácticas budistas y cristianas. En 1878, Thomas William Rhys Davids escribió que los primeros misioneros en el Tíbet observaron que se habían observado similitudes desde el primer contacto conocido. En 1880, Ernest De Bunsen hizo observaciones similares en el sentido de que, con la excepción de la muerte de Jesús en la cruz y de la doctrina cristiana de la expiación, los registros budistas más antiguos tenían similitudes con las tradiciones cristianas.
A finales del siglo XX, el historiador Jerry H. Bentley también escribió sobre similitudes y afirmó que es posible "que el budismo haya influido en el desarrollo temprano del cristianismo" y sugirió "prestar atención a muchos paralelos relacionados con los nacimientos, vidas, doctrinas y muertes de los Buda y Jesús". Algunos budistas de alto nivel han establecido analogías entre Jesús y el budismo; por ejemplo, en 2001 el Dalai Lama afirmó que "Jesucristo también vivió vidas anteriores" y añadió que "así que, como ve, alcanzó un estado elevado, ya sea como Bodhisattva, o una persona iluminada, a través de la práctica budista o algo así." El monje budista vietnamita Thich Nhat Hanh afirmó creencias cristianas fundamentales como la trinidad y la muerte y resurrección de Jesucristo, en su libro Living Buddha, Living Christ. Bokin Kim, de manera similar, ve a Cristo como el Buda Dharmakaya, y a Jesús como similar a Gautama, quien fue solo una manifestación histórica del Buda transhistórico. En El loto y la rosa: una conversación entre el budismo tibetano y el cristianismo místico, Lama Tsomo y Matthew Fox analizan las interconexiones entre el budismo y el cristianismo. En él, Fox relaciona la naturaleza de Buda con lo que los eruditos John Dominic Crossan y Bruce Chilton llaman la visión "cósmica" o "metacósmica" original de Pablo sobre Cristo.

### Diferencias

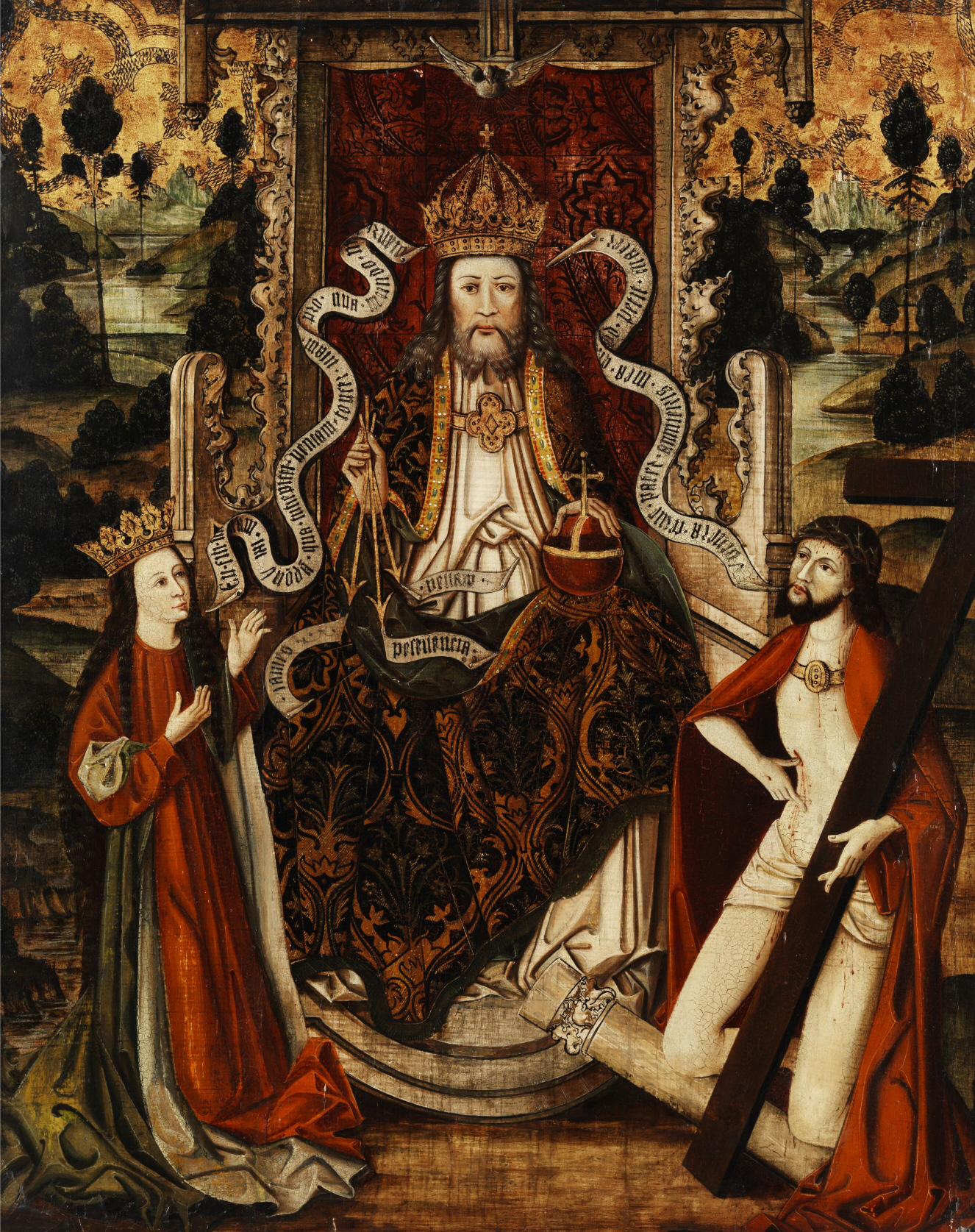
Dios Padre en trono, Westfalia, Alemania, finales del.

Existen diferencias inherentes y fundamentales entre el budismo y el cristianismo, un elemento significativo es que, si bien el cristianismo es esencialmente monoteísta y se basa en un Dios como Creador, el budismo generalmente no es teísta y rechaza la noción de un Dios Creador que proporciona valores divinos por el mundo.
El Símbolo niceno-constantinopolitano, actualmente la confesión de fe cristiano más utilizado, afirma que "Creemos en un solo Dios, Padre Todopoderoso, Hacedor del cielo y de la tierra, y de todas las cosas visibles e invisibles". Sin embargo, la noción de creación teísta es generalmente ajena al pensamiento budista, y la cuestión de la existencia de Dios es quizás una de las barreras más fundamentales entre las enseñanzas del cristianismo y el budismo. Aunque el budismo Mahayana expresa la creencia en el estado santo de un Bodhisattva, esto es muy diferente de la noción de Dios Creador en el cristianismo. Si bien algunas variaciones del budismo creen en un Buda o trikaya eterno e impersonal, en general el budismo ve el espacio vacío como eterno y sin un punto de partida de la creación. Según el Dalai Lama, la creencia en un Creador podría estar asociada con la comprensión de la vacuidad, pero "una vez que se haya alcanzado un cierto grado de realización, será necesaria una elección entre los dos caminos".
Según el Manual de Escatología de Oxford, existen diferencias inherentes en las creencias cristianas y budistas con respecto al Fin de los Tiempos y la escatología. Jan Nattier afirma que si bien el budismo tiene una noción de "escatología relativa" que se refiere a ciclos específicos de la vida, el término "escatología budista" no se relaciona con ninguna "cosa final", o que el mundo terminará algún día: las escrituras budistas habitualmente refiriéndose al " Samsara sin principio" como un ciclo interminable de nacimiento y muerte sin punto de partida. Sin embargo, la escatología cristiana implica directamente el concepto de "fin de toda la creación" en el Juicio Final, cuando el mundo llegará a su conclusión.
Hay otras incompatibilidades fundamentales, por ejemplo, si bien la gracia es parte del tejido mismo de la teología cristiana, en el budismo Theravada ninguna deidad puede interferir con el karma y, por lo tanto, la noción de cualquier tipo de gracia es inadmisible dentro de estas enseñanzas. Sin embargo, el budismo mahayana difiere en este tema.
La crucifixión de Jesús como evento único en la historia que actúa para la expiación de los pecados es un elemento central de la fe cristiana. Sin embargo, esto produce una fuerte diferencia entre las enseñanzas cristianas y budistas. El erudito budista Masao Abe señaló que si bien "el acontecimiento de la Cruz" es fundamental para el cristianismo, al budismo no le es posible aceptar su importancia. El filósofo budista Daisetsu Teitaro Suzuki afirmó que cada vez que veía una escena de crucifixión le recordaba la "brecha profunda" entre el cristianismo y el budismo.

## Influencia budista en el cristianismo

### Sugerencias de influencias

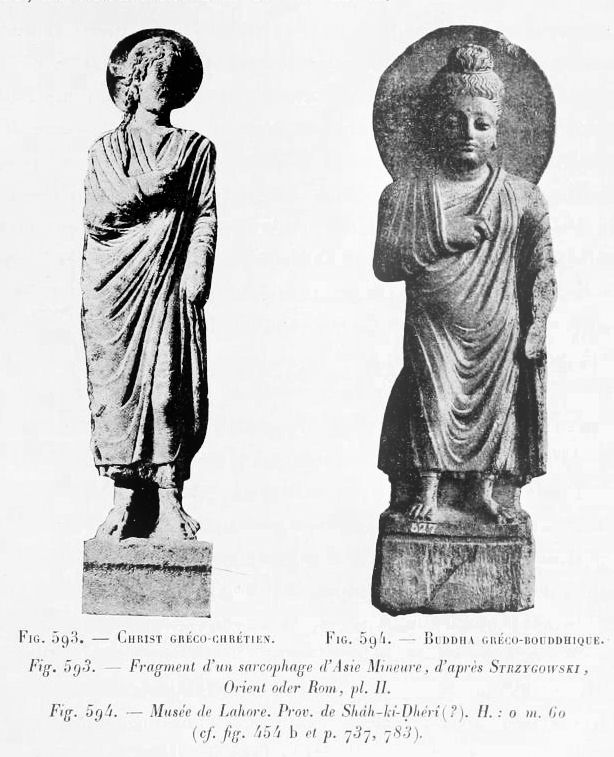
Primeras representaciones de Cristo (izquierda, Asia Menor, época romana) y Buda (arte greco-budista de Gandhara).

Se ha sugerido que el budismo pudo haber influido en el cristianismo primitivo. Los misioneros budistas, enviados por el emperador Ashoka de la India a Sri Lanka, Siria, Egipto y Grecia, pueden haber ayudado a prepararse para la ética de Cristo. Los gnósticos (un pequeño número de sectas) no se consideran parte del cristianismo dominante y algunos han sido declarados heréticos. Sin embargo, Elaine Pagels propone influencias budistas en el gnosticismo. Pagels sugirió que existen paralelos con las enseñanzas atribuidas a Jesucristo y las enseñanzas que se encuentran en las tradiciones orientales, pero concluye que estos paralelos podrían ser coincidencias, ya que tradiciones paralelas pueden surgir en diferentes culturas sin influencia directa.
El budista Jack Maguire ha sugerido que en el siglo IV, el monaquismo cristiano se desarrolló en Egipto y surgió con una estructura correspondiente comparable al monaquismo budista de su época y lugar. En Alejandría, se han descubierto lápidas indias que datan del período ptolemaico (c. 305 a. C. – 30 a. C.). Alejandría sirvió como centro comercial ptolemaico entre el mar Mediterráneo y el subcontinente indio, y más tarde abarcó "algunos de los centros más activos del cristianismo" y se convirtió en la tercera sede más importante del cristianismo en el mundo.

Después de estudiar filosofía oriental, el filósofo alemán Arthur Schopenhauer afirma que "[el] Nuevo Testamento debe ser de origen indio [...] Todo lo verdadero en el cristianismo debe descubrirse también en el brahmanismo y el budismo", teorizando que tras la huida a Egipto, Jesús fue "criado por sacerdotes egipcios, cuya religión era de origen indio". Schopenhauer elabora:
[Cuando] esta doctrina india entró en la Tierra Prometida surgió la tarea de unir el conocimiento de la corrupción y la miseria del mundo, de su necesidad de redención y de salvación a través de un avatar, junto con la moral de la abnegación y la expiación, con el monoteísmo judío y su 'Mira, era muy bueno'.
La sugerencia de que un Jesús adulto viajó a la India y fue influenciado por el budismo antes de comenzar su ministerio en Galilea fue hecha por primera vez por Nicolás Notovitch en 1894 en el libro La vida desconocida de Jesucristo, que fue ampliamente difundido y se convirtió en la base de otras teorías. La teoría de Notovitch fue controvertida desde el principio y fue ampliamente criticada. Una vez que los historiadores reexaminaron su historia, Notovitch confesó haber inventado la evidencia.

### Rechazo de influencias
Varios eruditos han declarado que las sugerencias de una influencia del budismo en el cristianismo, en particular los supuestos viajes de Jesús a la India budista, son fantasiosas y sin ninguna base histórica:
- Robert Van Voorst afirma que los estudiosos cristianos modernos han "acordado casi unánimemente" que las afirmaciones de los viajes de Jesús al Tíbet, Cachemira o la India no contienen "nada de valor".[6]
- Marcus Borg afirma: "Los eruditos han señalado que los maestros budistas vivieron en Alejandría, en la costa mediterránea, en el siglo I. Algunos han postulado que Jesús podría haber viajado allí, o que las enseñanzas budistas pueden haber llegado a ciudades de la patria judía, incluida Séforis, una ciudad importante de Galilea a sólo cuatro millas de Nazaret. La especulación popular habla de que Jesús viajó a la India durante "los años perdidos", las décadas antes de que emergiera en el escenario de la historia. Allí, se sugiere, entró en contacto. con las enseñanzas budistas, pero ambas explicaciones son improbables e innecesarias. Las similitudes no son del tipo que sugieren un préstamo cultural".[49]
- Leslie Houlden afirma que aunque se han establecido paralelos modernos entre las enseñanzas de Jesús y Buda, estas comparaciones surgieron después de contactos misioneros en el siglo XIX y no hay evidencia histórica confiable de contactos entre el budismo y Jesús.[7]
- Paula Fredriksen afirma que ningún trabajo académico serio sitúa a Jesús fuera del contexto del judaísmo palestino del siglo I.[17]
- Eddy y Boyd afirman que no hay evidencia de una influencia histórica de fuentes externas sobre los autores del Nuevo Testamento, y la mayoría de los eruditos están de acuerdo en que tal influencia histórica sobre el cristianismo es completamente inverosímil dado que los judíos galileos monoteístas del primer siglo no habrían sido abiertos a lo que habrían visto como historias paganas.[9][18]

## Influencia cristiana en el budismo
La influencia cristiana en el budismo en los siglos XVIII y XIX se debió principalmente al ejemplo de las formas modernas de enseñanzas religiosas. Durante los últimos siglos, los misioneros cristianos han influido en muchos grupos budistas, como la monja budista Cheng Yen, quien, inspirada por la ayuda humanitaria prestada por las monjas católicas, decidió que los budistas debían "hacer más que simplemente fomentar el cultivo privado de las almas de las personas". Sus trabajos eventualmente llevaron a la fundación de Tzu Chi, un grupo humanitario sin fines de lucro en Asia.

## Intercambio budista-cristiano contemporáneo

### Intentos de convergencia
El budismo ha ido ganando popularidad en Occidente. Comenzó con una élite cultural y académica en el siglo XIX y ahora está muy extendido en la cultura occidental, especialmente desde la década de 1960.
En el siglo XX, monjes cristianos como Thomas Merton, Wayne Teasdale, David Steindl-Rast y la ex monja Karen Armstrong, y monjes budistas como Buddhadasa, Thich Nhat Hanh y el Dalai Lama participaron en un diálogo interreligioso sobre el budismo y Cristiandad. Este diálogo tiene como objetivo arrojar luz sobre los puntos comunes entre el budismo y el cristianismo. El DIMMID (Dialogue Interreligieux Monastique - Monastic Interreligious Dialogue) ha acogido varios encuentros entre monjes budistas y católicos, como los Encuentros de Getsemaní en la Abadía de Nuestra Señora de Getsemaní a los que también asistió el Dalai Lama, así como programas de intercambio en los que los monjes y monjas budistas visitan los monasterios católicos y viceversa.
Aunque la visión romántica predominante sobre el budismo lo ve como una práctica auténtica y antigua, el budismo contemporáneo está profundamente influenciado por la cultura occidental. Con el surgimiento del colonialismo occidental en el siglo XIX, las culturas y religiones asiáticas desarrollaron estrategias para adaptarse a la hegemonía occidental, sin perder sus propias tradiciones. Se asumieron los discursos occidentales y se aplicaron estilos polémicos occidentales para defender las tradiciones indígenas.

### Rechazo de la convergencia
En 1989 la Iglesia Católica, a través de la Congregación para la Doctrina de la Fe, rechazó los intentos de mezclar algunos aspectos de las prácticas cristianas y budistas, en una carta titulada "Carta a los Obispos de la Iglesia Católica sobre algunos aspectos de la meditación cristiana", generalmente conocida como la carta de Aspectos de la meditación cristiana.
El documento advierte sobre las diferencias y posibles incompatibilidades entre la meditación cristiana y los estilos de meditación utilizados en las religiones orientales como el budismo. Refiriéndose a algunos elementos del budismo como "teología negativa", el documento afirma:

Otros no dudan en situar ese absoluto sin imágenes ni conceptos, propio de la teoría budista, al mismo nivel que la majestad de Dios revelada en Cristo, que se eleva por encima de la realidad finita. Para ello se sirven de una "teología negativa", que... niega que las cosas de este mundo puedan ofrecer huellas de la infinidad de Dios.

Advertencias similares se emitieron en 2003 en Una reflexión cristiana sobre la Nueva Era, que también hacía referencia al budismo. La Convención Bautista del Sur expresó su acuerdo con esos puntos de vista.